# Eliezer Ronen
Eliezer Rosenfeld (en hebreo: אליעזר רונן‎, Ciudad de México, 24 de septiembre de 1931-Netanya, 17 de marzo de 2016) más conocido como Eliezer Ronen fue un político mexicano-israelí que se desempeñó como miembro de la Knéset para el Alineamiento y Mapam entre 1974 y 1977.

## Biografía
Ronen, nació en la Ciudad de México, asistió a una escuela judía local y a la escuela francesa Marlos, donde estudió economía. Ronen estudió ciencias políticas y administración de empresas en la Universidad Hebrea de Jerusalén, donde obtuvo una maestría y una licenciatura en derecho.
Se incorporó a la sucursal mexicana de Hashomer Hatzair, convirtiéndose en su coordinador. También fue miembro de la junta directiva de la Federación de Jóvenes Sionistas del país, el Consejo Comunitario y la Federación Sionista de México.
En 1952 realizó el Aliyá hacia Israel y trabajó en el Departamento de Investigación del Banco de Israel hasta 1962. Más tarde trabajó para la compañía de agua Tahal y se desempeñó como director de la Autoridad de Planificación Económica entre 1970 y 1972.
Miembro de Mapam, en 1965 se convirtió en miembro del comité central del partido. Al año siguiente, fue elegido miembro del Consejo de la Ciudad de Jerusalén, en el que se desempeñó hasta 1972. En 1968 se convirtió en miembro de la secretaría de Mapam. Desde 1972 hasta 1981 presidió la junta directiva de Carta, la Compañía para el Desarrollo de Jerusalén Central.
En 1973, Ronen fue elegido miembro de la Knesset en la lista de alineación, una alianza de Mapam y el Partido Laborista. El 10 de abril de 1977 Mapam se separó del Alineamiento, pero se reincorporó dos días después. Perdió su escaño en las elecciones de 1977. En 1993 se convirtió en presidente del partido.
Falleció el 17 de marzo de 2016 a la edad de 84 años.